# Rudolf Sloup-Štapl
Rudolf Sloup-Štapl, vlastním jménem Rudolf Sloup (17. listopadu 1895 Plzeň – 7. září 1936 Praha) byl český fotbalista, útočník hrající na pozici tzv. pravé spojky, československý reprezentant. Vlastním jménem byl Sloup.

## Život
Narodil se v rodině nádeníka Martina Sloupa (1858–??) a jeho manželky Josefy, rozené Smetákové (1860–??). Jeho bratr Josef Sloup-Štaplík byl též fotbalový reprezentant, spoluhráč a brankář ve Slavii Praha.
V Plzni pracoval Rudolf Sloup jako zámečník ve Škodových závodech. Dne 30. září 1918 se v Plzni oženil s Marií Hrochovou (1898–??). Toto manželství bylo v roce 1923 rozvedeno od stolu a lože, ale ještě téhož roku obnoveno.
V Praze byl technickým úředníkem. Život ukončil sebevraždou oběšením ve svém bytě v pražských Strašnicích.

## Sportovní kariéra
Skvělý střelec, přezdívaný "tank". Nejčastěji hrával v útoku na pravé spojce. Začínal v plzeňské Olympii, do Židenic přestoupil v roce 1919 z Viktorie Plzeň. Po třech letech odešel do Slavie, končil jako hrající trenér ČAFC Vinohrady.
Za československou reprezentaci odehrál v letech 1922 – 1924 osm utkání a vstřelil osm branek (a dosáhl tak mimořádného průměru 1 gól na zápas). O další start se připravil v květnu 1923, když byl nominován k utkání proti Itálii v Praze, ale v den zápasu se po obědě trochu natáhl a zaspal. Na stadion dorazil pozdě, zaskočit za něj musel legendární Janda-Očko, který necelý měsíc předtím ukončil reprezentační kariéru a na utkání přišel jako divák. Vedení týmu ho přemluvilo, aby hrál, právě když před zápasem popíjel pivo v kantýně. Štapl tak Jandovi vlastně zařídil krásnou rozlučku s národním týmem, protože československé mužstvo porazilo Itálii 5:1. V letech 1921 – 1925 hrál za Slavii Praha a získal s ní jeden mistrovský titul – roku 1925. Vstřelil 28 ligových gólů (po většinu jeho kariéry ovšem neexistovala oficiální ligová soutěž – respektive taková, která by posléze za oficiální byla uznána).

### Ligová bilance
První ligové utkání: 1.3.1925 SK Libeň-Slavia Praha 3:9
První ligová branka: 1.3.1925 SK Libeň-Slavia Praha 3:9 (první branka v historii ligy)
Poslední ligová branka: 3.6.1928 ČAFC Vinohrady -Slavia Praha 1:2
Poslední ligové utkání: 3.6.1928 ČAFC Vinohrady -Slavia Praha 1:2
| Ročník  | Zápasy | Góly | Klub            |
| ------- | ------ | ---- | --------------- |
| 1925    | 7      | 8    | SK Slavia Praha |
| 1925/26 | 1      | 0    | SK Slavia Praha |
| 1925/26 | 4      | 12   | ČAFC Vinohrady  |
| 1927    | 7      | 3    | ČAFC Vinohrady  |
| 1927/28 | 10     | 5    | ČAFC Vinohrady  |
| CELKEM  | 29     | 28   |                 |